# Rauschleistung
Die Rauschleistung {\displaystyle {\tilde {P}}_{t}} ist die mittlere elektrische Leistung, die ein Widerstand oder anderes Bauteil aufgrund verschiedener Rauschquellen an andere Systeme abgeben kann. Solange sich alle miteinander verbundenen Geräte auf derselben Temperatur befinden, befindet sich das System im dynamischen Gleichgewicht, d. h. die Rauschleistung, die ein Bauteil aufnimmt, entspricht der Rauschleistung, die es abgibt.
Die mittlere zeitliche Rauschleistung {\displaystyle {\tilde {P}}_{t}} ergibt sich durch Integration der spektralen Rauschleistungsdichte {\displaystyle {\tilde {P}}(\nu )} über die Frequenz {\displaystyle \nu }:
{\displaystyle {\tilde {P}}_{t}=\int _{0}^{\infty }{\tilde {P}}(\nu )\;d\nu }
Dabei setzt sich die spektrale Rauschleistung zusammen aus den Leistungen {\displaystyle P_{i}(\nu )} der einzelnen Rauschquellen {\displaystyle _{i}}, die mit der Übertragungsfunktion {\displaystyle G(\nu )} des Systems gewichtet werden:
{\displaystyle {\tilde {P}}(\nu )=G(\nu )\cdot \sum _{i}P_{i}(\nu )}